# Valore (musica)

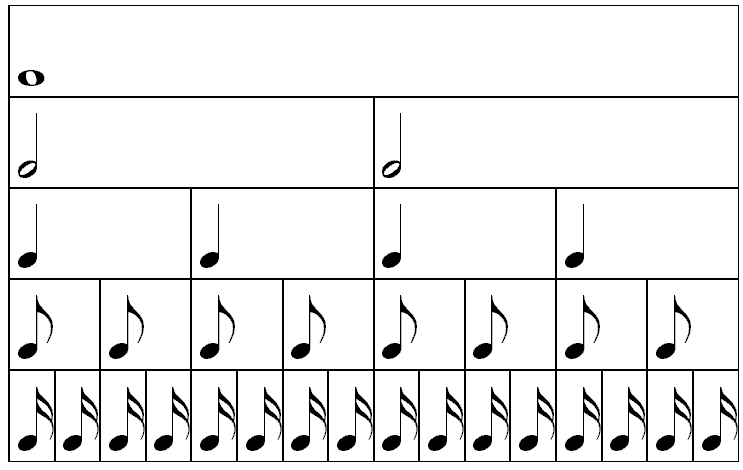
I valori più lunghi possono essere suddivisi, attraverso i multipli di due, in valori più brevi.

Nella notazione musicale, il valore di una nota è un suo parametro grafico che indica quanto deve essere prolungato nel tempo il suono rappresentato. Tale durata è relativa, ovvero dipendente dal tempo del passaggio o della composizione. Vi sono altresì simboli grafici che indicano la durata di una pausa.

## Nomi e simboli

Parti di una nota:
1 - coda o cediglia;
2 - gambo o collo;
3 - testa.

Il valore di una nota non è il valore di una durata assoluta, ma è relativa alla durata degli altri valori. Nella seguente tabella, ogni simbolo è esattamente il doppio della durata del simbolo sottostante.
Nota che ci sono valori musicali in disuso (la massima, la lunga, la fusa e la semifusa) e valori musicali rari (la breve).
| Nota | Pausa | Nome                               | Valore                           |
| ---- | ----- | ---------------------------------- | -------------------------------- |
|      |       | Massima (in disuso)                | {\displaystyle 8}                |
|      |       | Lunga (in disuso)                  | {\displaystyle 4}                |
|      |       | Breve (rara)                       | {\displaystyle 2}                |
|      |       | Semibreve (intero)                 | {\displaystyle 1}                |
|      |       | Minima (mezzo)                     | {\displaystyle {\frac {1}{2}}}   |
|      |       | Semiminima (quarto)                | {\displaystyle {\frac {1}{4}}}   |
|      |       | Croma (ottavo)                     | {\displaystyle {\frac {1}{8}}}   |
|      |       | Semicroma (sedicesimo)             | {\displaystyle {\frac {1}{16}}}  |
|      |       | Biscroma (trentaduesimo)           | {\displaystyle {\frac {1}{32}}}  |
|      |       | Semibiscroma (sessantaquattresimo) | {\displaystyle {\frac {1}{64}}}  |
|      |       | Fusa (rara)                        | {\displaystyle {\frac {1}{128}}} |
|      |       | Semifusa (rara)                    | {\displaystyle {\frac {1}{256}}} |

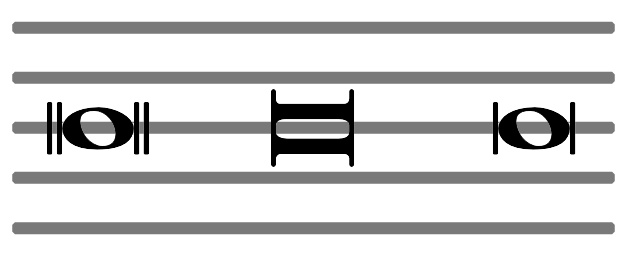
Varianti nella notazione della breve

La breve può essere rappresentata in diverse differenti varianti, come mostrato qui a destra; quella quadrata è l'originaria, le altre due, a semibreve, sono semplificazioni novecentesche.
In alcuni casi la lunga può essere usata per indicare una nota particolarmente lunga, di durata indefinita, come alla fine di un pezzo.
Quando la nota possiede un gambo, questo può essere posizionato a destra e salire dalla testa della nota, oppure essere posizionato a sinistra e scendere dalla testa della nota, eccetto il caso della lunga e della massima. Nella maggioranza dei casi, per una questione di compattezza e facilità di lettura, il gambo si pone a destra se la nota si trova più in basso del rigo centrale, oppure a sinistra se si trova più in alto.

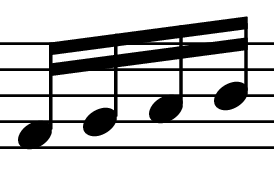
Quattro semicrome collegate tra loro

Quando due o più note che posseggono delle code si trovano in successione, vengono collegate tra loro da tante bande diritte quante sono le code dette travature.

### Modificatori

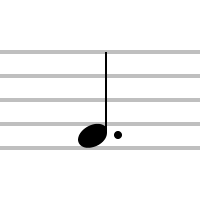
Una nota con il punto. Il suo valore è di 1/4 più 1/8.

Il valore di una nota musicale può essere ulteriormente aumentato posizionando uno, due o tre punti dopo la sua testa. Un punto aumenta la durata della nota della sua metà, il punto successivo ne aumenta la lunghezza della metà del punto precedente. 

## Gruppo irregolare
Nella notazione musicale, un gruppo irregolare è un gruppo di note che, per la loro formazione rispetto alla misura in cui si trovano, risultano in contrasto rispetto all'indicazione stabilita inizialmente e quindi non rispettano la naturale suddivisione ritmica del brano musicale anche se eccezionalmente corrispondono nella esecuzione al valore dell'unità di tempo.
I gruppi irregolari si possono distinguere in tre categorie: i gruppi sovrabbondanti o irregolari per eccesso (le terzine e le sestine), i gruppi insufficienti o irregolari per diminuzione (le duine e le quartine) e i gruppi irregolari per formazione (ad esempio le quintine e le settimine).
Vengono rappresentati da una legatura che unisce le note che ne fanno parte (che non è da considerare né una legatura di valore né una legatura di portamento) e un numero scritto sopra la legatura, inoltre possono essere definiti nei seguenti modi: "semplici" quando le note che li compongono hanno tutte lo stesso valore, "composti" quando le note hanno valori diversi ed infine "complessi" quando nel gruppo di note è presente un altro gruppo irregolare.

### I gruppi irregolari rispetto al tempo
- La duina[2] è un gruppo regolare per formazione costituito da due note (che possono essere due semiminime o crome o semicrome ecc.), ma se viene posta in un tempo composto (come può essere ad esempio il 6/8) diventa un gruppo insufficiente o irregolare per diminuzione rispetto al tempo, si dovranno infatti eseguire due note anziché tre ma nella stessa unità di tempo, in quest'ultimo caso cambiando il movimento di ritmo ternario in ritmo binario.
- La terzina[2] è un gruppo costituito da tre note (che possono essere tre semiminime o crome o semicrome ecc.), se viene posta in un tempo composto, risulta un gruppo regolare (ad eccezione delle terzine formate da valori inferiori al valore nominale della singola suddivisione del tempo composto, ad esempio una terzina formata da semicrome all’interno di un 6/8 risulterà anch’essa un gruppetto sovrabbondante o irregolare per eccesso)[3], ma, se si presenta in un tempo semplice (come ad esempio il 2/4), diventa un gruppo sovrabbondante o irregolare per eccesso, si dovranno infatti eseguire tre note anziché due ma nella stessa unità di tempo, in quest'ultimo caso cambiando il movimento di ritmo binario in ritmo ternario.
- La quartina[2] è un gruppo costituito da quattro note (che possono essere quattro semiminime o crome o semicrome ecc.), se posta in un tempo semplice, risulta un gruppo regolare, ma, se si presenta in un tempo composto (come ad esempio in un 6/8), diventa un gruppo insufficiente o irregolare per diminuzione (ad esempio si dovranno eseguire 4 semicrome anziché 6 semicrome nella stessa unità di tempo),  in quest'ultimo caso cambiando il movimento di ritmo ternario in ritmo binario.
- La sestina[2] è un gruppo costituito da sei note (che possono essere sei crome o semicrome o biscrome ecc.), se posta in un tempo composto, risulta un gruppo regolare, ma, se si presenta in un tempo semplice (come ad esempio un 2/4), diventa un gruppo sovrabbondante o irregolare per eccesso (si eseguiranno 6 note anziché 4) in quest'ultimo caso cambiando il movimento di ritmo ternario in ritmo binario. L'accentuazione regolare della sestina è binaria, cioè con tre accenti che cadono sulla prima nota (accento forte o primario), sulla terza e sulla quinta (questi ultimi due sono detti accenti deboli o secondari proprio perché di intensità minore), tuttavia (ma molto più raramente o quando richiesto dall'autore) la sestina può presentarsi anche come doppia terzina ed ha due soli accenti: il primo sulla prima nota e il secondo sulla quarta.

### I gruppi irregolari per la loro formazione
I gruppi di 5, 7, 11 ecc. note (quintina, settimina ecc.) sono i gruppi irregolari per formazione, sono più complessi da eseguire in quanto non possono avere né suddivisione binaria né ternaria. Non avendo né ritmo ternario né ritmo binario possono essere considerati (a seconda del tempo in cui si trovano) sovrabbondanti oppure insufficienti. I compositori contemporanei ne stanno facendo un uso sempre più intensivo.